# Šport u 1935.
◄◄ | ◄ | 1932. | 1933. | 1934. | 1935.  | 1936. | 1937. | 1938. | ► | ►►
Arhitektura • Astronomija • Biologija • Film • Fotografija • Glazba • Kazalište • Kemija • Kiparstvo • Knjige • Književnost • Kršćanstvo • Meteorologija • Medicina • Planinarstvo • Politika • Pravo • Promet • Slikarstvo • Strip • Šport • Televizija • Znanost • Zrakoplovstvo • Željeznički promet
Šport u 1935.

## Svijet

### Natjecanja

#### Kontinentska natjecanja

##### Europska natjecanja
- Od 2. do 7. svibnja – Europsko prvenstvo u košarci u Ženevi u  Švicarskoj: prvak Latvija

### Osnivanja
- São Paulo Futebol Clube, brazilski nogometni klub

## Hrvatska i u Hrvata

### Osnivanja
- NK BSK Bijelo Brdo, hrvatski nogometni klub

## Vanjske poveznice
|  | Zajednički poslužitelj ima još gradiva o temi Šport u 1935. |